# Копыловское сельское поселение (Колпашевский район)
Копыловское се́льское поселе́ние — упразднённое муниципальное образование в Колпашевском районе Томской области Российской Федерации.
Административный центр — село Копыловка.

## История
Статус и границы сельского поселения установлены Законом Томской области от 09 сентября 2004 года № 195-ОЗ О наделении статусом муниципального района, поселения (городского, сельского) и установлении границ муниципальных образований на территории Колпашевского района.
Законом Томской области от 10 мая 2017 года № 38-ОЗ, были преобразованы, путём их объединения, Национальное Иванкинское, Копыловское и Инкинское сельские поселения — в Инкинское сельское поселение с административным центром в селе Инкино.

## Население
| 2002 | 2010 | 2012 | 2013 | 2014 | 2015 | 2016 |
| ---- | ---- | ---- | ---- | ---- | ---- | ---- |
| 646  | ↘502 | ↘482 | ↘476 | ↘463 | ↘430 | ↘412 |
| 2017 |      |      |      |      |      |      |
| ↘407 |      |      |      |      |      |      |

## Состав сельского поселения
| № | Населённый пункт | Тип населённого пункта       | Население |
| - | ---------------- | ---------------------------- | --------- |
| 1 | Зайкино          | посёлок                      | ↘0        |
| 2 | Копыловка        | село, административный центр | ↘215      |